# 29. Międzynarodowy Festiwal Filmowy w Wenecji
29. Międzynarodowy Festiwal Filmowy w Wenecji odbył się w dniach 25 sierpnia – 7 września 1968 roku. Po wydarzeniach maja 1968 we Francji, festiwal został częściowo zbojkotowany przez niektórych twórców jako impreza o charakterze "burżuazyjnym i faszystowskim" (statut festiwalu pochodził jeszcze z czasów Mussoliniego). W dniu otwarcia policja zajęła Palazzo del Cinema del Lido, ceremonia otwarcia została odwołana, a projekcje filmów konkursowych ruszyły dopiero 27 sierpnia.
Jury pod przewodnictwem włoskiego dziennikarza Guido Piovene przyznało nagrodę główną festiwalu, Złotego Lwa, niemieckiemu filmowi Artyści pod kopułą cyrku: bezradni w reżyserii Alexandra Kluge. Drugą nagrodę w konkursie głównym, Nagrodę Specjalną Jury, przyznano ex aequo włoskiemu obrazowi Matka Boska od Turków w reżyserii Carmelo Bene oraz francuskiemu filmowi Sokrates w reżyserii Roberta Lapoujade'a.

## Członkowie jury

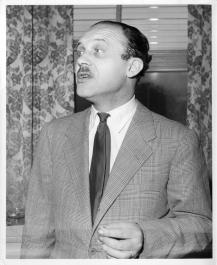
Przewodniczący jury konkursu głównego Guido Piovene

### Konkurs główny
- Guido Piovene, włoski dziennikarz − przewodniczący jury[2]
- Jacques Doniol-Valcroze, francuski reżyser
- Akira Iwasaki, japoński krytyk filmowy
- Roger Manvell, brytyjski historyk filmu
- István Nemeskürty, węgierski scenarzysta i producent filmowy
- Vicente Antonio Pineda, hiszpański krytyk filmowy
- Edgar Reitz, niemiecki reżyser